# Vallone delle Laures
Il Vallone delle Laures (pron. fr. AFI: [loʁ]; Vallon des Laures in francese) è una valle laterale della Valle d'Aosta che si apre in destra orografica all'altezza dell'abitato di Brissogne.

## Toponimo
Proviene dalla voce celtica Alpis, da cui sono derivati (per contrazione dell'articolo determinativo) Lar, Les Ars, Larp, Larnoua (= l'alpe nuova), Larvieille (= l'alpe vecchia), Lardamum (= l'alpe superiore). Da Ar è derivata la voce Or, o la forma omofona (in francese) Aur. La voce Vallone delle Laures presenta quindi una ripetizione pleonastica dell'articolo determinativo, come accade ugualmente nella forma in francese Vallon des Laures.

## Caratteristiche
Il vallone interamente compreso nel comune di Brissogne.

## Monti
Le montagne principali che contornano il vallone sono:
- Monte Emilius - 3.559 m
- Punta delle Laures - 3.367 m
- Grande Roise - 3.357 m
- Punta di Leppe - 3.306 m
- Punte Gianni Junod - 3.300 m
- Punta Ilario Antonio Garzotto - 3.274 m
- Testa Blantsette - 3.140 m
- Becca di Salé - 3.137 m
- Mont des Laures - 3.121 m
- Becca di Sénévaz - 3.086 m
- Mont Père Laurent - 2.625 m